# Лексінгтон-Парк (Меріленд)
Лексінгтон-Парк (англ. Lexington Park) — переписна місцевість (CDP) в США, в окрузі Графство Святої Марії штату Меріленд. Населення — 13 317 осіб (2020).

## Географія
Лексінгтон-Парк розташований за координатами 38°15′21″ пн. ш. 76°26′22″ зх. д. / 38.25583° пн. ш. 76.43944° зх. д. (38.255822, -76.439346).  За даними Бюро перепису населення США в 2010 році переписна місцевість мала площу 14,59 км², з яких 14,56 км² — суходіл та 0,03 км² — водойми.

### Клімат
| Клімат : Лексінгтон-Парк | Клімат : Лексінгтон-Парк | Клімат : Лексінгтон-Парк | Клімат : Лексінгтон-Парк | Клімат : Лексінгтон-Парк | Клімат : Лексінгтон-Парк | Клімат : Лексінгтон-Парк | Клімат : Лексінгтон-Парк | Клімат : Лексінгтон-Парк | Клімат : Лексінгтон-Парк | Клімат : Лексінгтон-Парк | Клімат : Лексінгтон-Парк | Клімат : Лексінгтон-Парк | Клімат : Лексінгтон-Парк |
| Показник                 | Січ.                     | Лют.                     | Бер.                     | Квіт.                    | Трав.                    | Черв.                    | Лип.                     | Серп.                    | Вер.                     | Жовт.                    | Лист.                    | Груд.                    | Рік                      |
| Абсолютний максимум, °C  | 27,8                     | 27,2                     | 31,1                     | 33,9                     | 37,8                     | 38,9                     | 40,0                     | 39,4                     | 37,2                     | 33,9                     | 29,4                     | 27,2                     | 40,0                     |
| Середній максимум, °C    | 6,8                      | 8,3                      | 12,7                     | 18,5                     | 23,4                     | 28,2                     | 30,5                     | 29,4                     | 26,0                     | 20,2                     | 14,8                     | 9,1                      | 18,0                     |
| Середня температура, °C  | 2,3                      | 3,4                      | 7,6                      | 13,0                     | 18,2                     | 23,2                     | 25,6                     | 24,8                     | 21,2                     | 15,1                     | 9,8                      | 4,5                      | 14,1                     |
| Середній мінімум, °C     | −2,2                     | −1,4                     | 2,3                      | 7,5                      | 12,9                     | 18,2                     | 20,8                     | 20,1                     | 16,4                     | 10,0                     | 4,8                      | −0,2                     | 9,1                      |
| Абсолютний мінімум, °C   | −19,4                    | −15,6                    | −12,2                    | −3,3                     | 2,2                      | 6,7                      | 12,2                     | 11,1                     | 6,7                      | −1,1                     | −8,9                     | −14,4                    | −19,4                    |
| Норма опадів, мм         | 84                       | 75                       | 117                      | 98                       | 97                       | 109                      | 117                      | 110                      | 116                      | 85                       | 83                       | 94                       | 1185                     |
| ------------------------ | ------------------------ | ------------------------ | ------------------------ | ------------------------ | ------------------------ | ------------------------ | ------------------------ | ------------------------ | ------------------------ | ------------------------ | ------------------------ | ------------------------ | ------------------------ |
| Джерело:                 |                          |                          |                          |                          |                          |                          |                          |                          |                          |                          |                          |                          |                          |

## Демографія
Згідно з переписом 2010 року, у переписній місцевості мешкало 11 626 осіб у 4636 домогосподарствах у складі 2814 родин. Густота населення становила 797 осіб/км².  Було 5124 помешкання (351/км²).
Расовий склад населення:
| - 55,5 % — білих - 31,6 % — чорних або афроамериканців - 4,4 % — азіатів - 0,6 % — корінних американців - 0,1 % — вихідців з тихоокеанських островів - 2,6 % — осіб інших рас |

До двох чи більше рас належало 5,1 %. Частка іспаномовних становила 7,4 % від усіх жителів.
За віковим діапазоном населення розподілялося таким чином: 28,6 % — особи молодші 18 років, 66,2 % — особи у віці 18—64 років, 5,2 % — особи у віці 65 років та старші. Медіана віку мешканця становила 28,9 року. На 100 осіб жіночої статі у переписній місцевості припадало 97,2 чоловіків;  на 100 жінок у віці від 18 років та старших — 97,2 чоловіків також старших 18 років.
Середній дохід на одне домашнє господарство  становив 74 584 долари США (медіана — 65 613), а середній дохід на одну сім'ю — 78 953 долари (медіана — 72 654). Медіана доходів становила 62 700 доларів для чоловіків та 36 542 долари для жінок. За межею бідності перебувало 17,1 % осіб, у тому числі 25,0 % дітей у віці до 18 років та 18,9 % осіб у віці 65 років та старших.
Цивільне працевлаштоване населення становило 5761 осіб. Основні галузі зайнятості: науковці, спеціалісти, менеджери — 25,2 %, публічна адміністрація — 21,4 %, освіта, охорона здоров'я та соціальна допомога — 13,8 %, роздрібна торгівля — 8,6 %.